# 東北大学の人物一覧
東北大学の人物一覧（とうほくだいがくのじんぶついちらん）は、東北大学に関係する人物の一覧記事。

## 教員等
教員等として東北大学に関係した者の一覧。東北大学出身者、および、他大学出身者を含む。

### 教員
（あいうえお順）
- 阿部次郎 - 美学者、東北大学名誉教授、仙台市名誉市民
- 新井史人 - 東北大学大学院工学研究科教授、ロボット工学
- 荒谷真平 - 元歯学部長、生化学
- 五十嵐太郎 - 東北大学大学院工学研究科教授、建築史家、建築評論家
- 石田秀輝 - 東北大学大学院環境科学研究科教授
- 石津照璽 - 宗教哲学者、第11代東北大学総長
- 伊藤貞嘉 - 東北大学名誉教授、理事、Distinguished scientist award 受賞
- 井上仁吉 - 応用化学者、第5代東北帝国大学総長
- 内山勝 - ロボット研究者、理工学研究科長、名誉教授
- 梅木達郎 - フランス文学者、元東北大学国際文化研究科助教授
- 占部城太郎 - 生態学者、大学院生命科学研究科教授
- 大泉康 - 東北大学薬学部名誉教授、東北大学薬学部卒
- 大見忠弘 - 半導体電子工学、東北大学名誉教授、産学官連携功労者表彰内閣総理大臣賞
- 大村泉 - 東北大学教授、東北大学大学院経済学研究科卒
- 小川正孝 - 化学者、第4代東北帝国大学総長
- 賀来満夫 - 東北大学大学院医学系研究科名誉教授
- 掛谷宗一 - 数学者
- 川勝年洋 - 東北大学大学院理学研究科教授、物理学者
- マーティ・キーナート - 東北大学特任教授、楽天野球団社長補佐
- 櫛橋明香 - 民法学者
- 窪田忠彦 - 数学者
- 熊谷岱蔵 - 内科学者、第7代東北帝国大学総長、抗酸菌病研究所初代所長
- 栗林均 - 言語学者、名誉教授、金田一京助博士記念賞
- 小宮豊隆 - 独文学者、文芸評論家、演劇評論家
- 斉藤理一郎 - 物理学者、カーボンナノチューブなどの物性理論
- 佐々木啓一 - 東北大学大学院歯学研究科口腔システム補綴学分野教授
- 笹野高嗣 - 東北大学大学院歯学研究科口腔病態外科学講座口腔診断学分野教授、日本口腔診断学会理事長
- 佐藤巧 - 建築学者、建築史家、名誉教授
- 澤田惠介 - 航空宇宙工学者、仙台高等専門学校第4代校長
- 澤柳政太郎 - 文部官僚、教育者、初代東北帝国大学総長
- 鈴木賢一 - 東北大学大学院経済学研究科准教授
- 鈴木善三 - 東北大学名誉教授、イギリス文学者
- 高橋里美 - 哲学者、第9代東北大学総長
- 高橋英樹 - 東北大学大学院農学研究科・農学部 応用生命科学専攻 教授
- 田中耕一 - 東北大学客員教授、2002年ノーベル化学賞受賞、東北大学卒
- 辻村みよ子 - 東北大学大学院法学研究科教授、渋沢・クローデル賞受賞
- 中沢正隆 - 東北大学電気通信研究所教授
- 南部健一 - 東北大学流体科学研究所名誉教授、東北大院修了
- 西村浩 - デザイナー、2009年グッドデザイン賞大賞受賞、日本建築学会賞作品賞受賞
- 長谷川公一 - 社会学者、東北大学大学院文学研究科教授
- 長谷川史彦 -　化学者、未来科学技術共同研究センター教授
- 藤原松三郎 - 数学者
- 二間瀬敏史 - 宇宙物理学者
- 北条時敬 - 第2代東北帝国大学総長
- 堀田龍也 - 教育工学者、東北大学大学院情報科学研究科教授
- 本多光太郎 - 物理学者、金属工学者、第6代東北帝国大学総長
- 武藤泉 - 東北大学大学院工学研究科教授。ステンレス鋼などの防食技術の専門家
- 村岡典嗣 - 歴史学者
- 山本照子 - 東北大学大学院歯学研究科口腔保健発育学講座顎口腔矯正学分野教授
- カール・レーヴィット - 哲学者
- 和久本貞雄 - 元東北大学歯学部第2歯科保存学教室教授、元昭和大学歯学部長
- 渡辺達徳 - 東北大学法科大学院教授

## 著名出身者

### 政界

#### 現職国会議員
- 秋葉賢也 - 自由民主党衆議院議員、内閣総理大臣補佐官、元厚生労働副大臣
- 井上義久 - 衆議院議員、公明党幹事長
- 枝野幸男 - 衆議院議員、立憲民主党代表、元内閣官房長官、内閣府特命担当大臣、弁護士
- 大串正樹 - 自由民主党衆議院議員、デジタル副大臣、内閣府副大臣
- 岡本章子 - 立憲民主党衆議院議員
- 小池晃 - 参議院議員、医師、日本共産党中央委員会書記局長
- 櫻井祥子 - 参政党参議院議員
- 桜井充 - 国民民主党参議院議員、元厚生労働副大臣、医師
- 佐々木紀 - 自由民主党衆議院議員、国土交通大臣政務官
- 佐々木雅文 - 公明党参議院議員
- 長谷川英晴 - 自由民主党参議院議員、元全国郵便局長会副会長
- 森英介 - 自由民主党衆議院議員、元法務大臣
- 森雅子 - 自由民主党参議院議員、法務大臣、元内閣府特命担当大臣、弁護士
- 山内佳菜子 - 立憲民主党参議院議員

#### 元国会議員
- 青木重夫 - 元貴族院議員、子爵
- 青山雅幸 - 衆議院議員、弁護士
- 明石元長 - 元貴族院議員、男爵
- 阿部正俊 - 元外務副大臣、元参議院議員
- 伊藤宗一郎 - 第69代衆議院議長、元防衛庁長官、元科学技術庁長官
- 大石武一 - 元農林大臣、元環境庁長官
- 金丸徳重 - 元日本社会党衆議院議員、元衆議院災害対策特別委員長
- 金子徳之介 - 元自由民主党、新生党衆議院議員、元保原町長
- 川橋幸子 - 元民主党参議院議員
- 楠美省吾 - 元自由民主党衆議院議員
- 栗林卓司 - 元民社党参議院議員
- 小山峰男 - 元参議院議員、元長野県副知事
- 西郷吉之助 - 元法務大臣
- 坂本三十次 - 元労働大臣、元内閣官房長官
- 桜井茂尚 - 元日本社会党衆議院議員、元千葉県教育委員会教育委員長
- 佐藤静雄 - 元福島県出納長、元参議院議員
- 佐藤道夫 - 元民主党参議院議員、元札幌高等検察庁検事長
- 高田富之  - 元日本社会党衆議院議員
- 高橋進太郎 - 元行政管理庁長官、元宮城県知事
- 海野三朗 - 元参議院懲罰委員長、日本学士院賞
- 多田省吾 - 元公明党参議院議員、元党参院議員団長
- 千葉佳男 - 元日本社会党衆議院議員
- 出口廣光 - 元自由民主党参議院議員、元秋田県副知事
- 永井哲男 - 元民主党衆議院議員、弁護士
- 中村啓一 - 元自由民主党参議院議員、元北海道副知事
- 西村英一 - 元厚生大臣・建設大臣・国土庁長官、自由民主党副総裁
- 二宮文造 - 公明党参議院議員、党副委員長
- 長谷川東蔵 - 元民主党衆議院議員、元恵那市長
- 羽田武嗣郎 - 元自由民主党衆議院議員、羽田孜の父
- 日出英輔 - 参議院議員、農林水産省農蚕園芸局長
- 松前重義 - 政治家、東海大学創立者、元逓信省総裁
- 水野清 - 総務庁長官、建設大臣
- 安井吉典 - 衆議院副議長、日本社会党副委員長
- 簗瀬進 - 民主党参議院議員、弁護士
- 石山敬貴 - 民主党衆議院議員
- 八代五郎造 - 元貴族院議員
- 渡辺孝男 - 公明党参議院議員、元厚生労働副大臣

#### 地方自治体首長
- 宮下宗一郎 - 青森県知事、元むつ市長
- 佐竹敬久 - 秋田県知事、元秋田市長
- 蓮池公咲 - 元秋田県知事
- 佐々木喜久治 - 元秋田県知事、元消防庁長官
- 高橋和雄 - 元山形県知事
- 石井英之助 - 元群馬県知事
- 黒田了一 - 元大阪府知事
- 小林眞 - 八戸市長、元自治官僚
- 西村節朗 - 元能代市長、元秋田県議会議長、元秋田銀行取締役
- 小座間泰蔵 - 元天童市長、元山形県土木部次長
- 佐藤昌一郎 - 元村山市長、元NHK山形放送局長
- 佐藤洋樹 - 寒河江市長、元山形県村山総合支庁長
- 森谷俊雄 - 河北町長、元モンテディオ山形社長
- 石黒直次 - 元仙北市長、元横手精工工場長
- 相原正明 - 元奥州市長、元江刺市長
- 戸田公明 - 大船渡市長
- 深沢晟雄 - 元沢内村村長
- 石母田正輔 - 元石巻市長
- 菅原康平 - 元石巻市長
- 石川次夫 - 元名取市長
- 藤井黎 - 元仙台市長
- 奥山恵美子 - 元仙台市長
- 石山敬貴 - 加美町長
- 熊谷大 - 利府町長、元自由民主党参議院議員
- 大橋健男 - 元松島町長
- 加藤正義 - 元角田市長
- 川井貞一 - 元白石市長
- 内田広之 - いわき市長
- 室井照平 - 会津若松市長
- 沼田一夫 - 元内郷市長、元経済安定本部経済査察官
- 渡辺一成 - 元南相馬市長、元福島県議会議員
- 門馬和夫 - 南相馬市長
- 船田章 - 元小山市長、医師
- 入内島道隆 - 元中之条町長
- 森正一 - 館山市長、元館山市議会議員
- 安田養次郎 - 元三鷹市長
- 原賢一 - 元伊那市長、元伊那市議会議長
- 神谷明彦 - 東浦町長
- 岡部鷹司 - 元御所浦町長、元岡部産業取締役
- 大越隆三 - 元嘉義市長、元台北州勧業課長

#### 地方議員
- 小山貞雄 - 第20代東京都議会議長、元全国都道府県議会議長会会長

#### 日本以外
- 張祖恩 - 元中華民国行政院環境保護署署長、元国立成功大学工学院副院長
- 印泰植 - 元大韓民国財務部長官、元東亜建設社長
- 李海翼 - 元大韓民国農林部長官、元京畿道知事

### 官界
- 有賀美智子 - 国民生活センター会長、公正取引委員会委員
- 松林博己 - 内閣府北方対策本部審議官、日本学術会議事務局次長
- 宮坂祐介 - 内閣府政策統括官、内閣官房内閣審議官
- 菊地春海 - 内閣府沖縄総合事務局次長、豊田市副市長
- 及川昭伍 - 経済企画庁国民生活局長、同総合計画局長、国民生活センター理事長
- 岡田至 - 東京都中央卸売市場長、東京都歴史文化財団副理事長
- 興直孝 - 内閣府政策統括官、静岡大学学長、広島大学副学長、日本海洋科学振興財団理事長
- 内藤政恒 - 侍従、式部官、日本歴史考古学会会長
- 北爪由紀夫 - 駐カタール大使、特許庁総務部長、工業所有権電子情報化センター理事長
- 工藤敏夫 - 広島大学理事、同副学長、木更津工業高等専門学校長、杉並学院高等学校長
- 小松正之 - 国際連合食糧農業機関水産委員会議長、国際捕鯨委員会日本代表代理
- 鈴木隆夫 - 衆議院事務総長、国立国会図書館長
- 田中愛智朗 - 内閣府政府広報室長、内閣府大臣官房政策立案総括審議官
- 鈴木康雄 - 総務事務次官、日本郵政社長代行
- 戸塚誠 - 総務審議官、総務省大臣官房長、総務省行政不服審査会会長代理
- 関有一 - 総務省行政評価局長、消防庁審議官、中央大学教授
- 竹内芳明 - 第20代総務事務次官、総務審議官、総務省総合通信基盤局長、サイバーセキュリティ統括官
- 畠山学 - 法務省東京入国管理局長、法務省西日本入国管理センター所長
- 村瀬清司 - 社会保険庁長官、損保ジャパン副社長
- 山本鎮彦 - 警察庁長官、保安電子通信技術協会長
- 広岡謙二 - 警視総監、石川県知事
- 加藤達也 - 愛知県警察本部長、警察庁外事情報部長、ジェイ・エス・エス社長
- 渡邉健雄 - 財務省北海道財務局長、福邦銀行頭取
- 守屋武昌 - 防衛事務次官、同防衛局長
- 夏目晴雄 - 防衛事務次官、防衛大学校学長
- 菅原隆拓 - 防衛省人事教育局長、統合幕僚監部総括官
- 寺島泰三 - 統合幕僚会議議長、陸上幕僚長
- 橋本宙二 - 大日本帝国海軍大佐、六興電気副社長
- 銭谷真美 - 文部科学事務次官、東京国立博物館館長、日本博物館協会会長、ベルマーク教育助成財団理事長
- 戸谷一夫 - 文部科学事務次官、文部科学審議官
- 川村恒明 - 文化庁長官、神奈川県立外語短期大学長
- 岡誠一 - 文部科学省文教施設企画部技術参事官、工卒
- 伊江朝雄 - 沖縄開発庁長官、参議院議員、国鉄常務理事
- 稲見敏夫 - 法務省入国管理局長、法務省大臣官房審議官
- 石垣泰司 - フィンランド大使、外務省参与、東海大学教授
- 伊藤忠一 - 駐ネパール大使、日本ネパール協会会長
- 岡田晃 - 駐スイス大使
- 蒲原正義 - 駐カザフスタン大使、法務省大阪入国管理局長
- 斎藤錬一 - 気象庁予報部長、藤原賞
- 白間竜一郎 - 文部科学省私学部長、文部科学省大臣官房審議官
- 砂子田隆 - 消防庁長官、地方職員共済組合理事長、元全国知事会事務総長
- 瀬山賢治 - 文部科学省国際統括官、日本ユネスコ国内委員会事務総長、東アジア共同体評議会参与
- 髙島喜一 - 特許庁特許審査第一部首席審査長、大阪工業大学名誉教授
- 高瀬侍郎 - 拓殖大学総長、駐ビルマ大使、法務省入国管理局長、外務省官僚
- 高橋俊英 - 公正取引委員会委員長、住宅金融公庫副総裁
- 土屋隼 - 駐ギリシャ大使、元駐フィリピン大使、外務省欧米局長
- 福島洋 - 経済産業省大臣官房技術総括・保安審議官
- 菱沼義久 - 農林水産省大臣官房技術総括審議官、日本農業機械化協会会長、中央果実協会副理事長
- 四日市正俊 - 農林水産省大臣官房審議官、元国土地理院総務部長
- 宮崎太一 - 厚生事務次官、引揚援護庁長官、社会保険診療報酬支払基金理事長
- 堀井奈津子 - 厚生労働省雇用環境・均等局長、愛知県副知事、名古屋フィルハーモニー交響楽団副理事長
- 百足芳徳 - 林野庁関東森林管理局長、農林漁業信用基金理事
- 大木章一 - 国土地理院長[1]
- 菊地身智雄 - 技監、国土交通省港湾局長、慶應義塾大学特任教授
- 竹村公太郎 - 国土交通省河川局長、リバーフロント整備センター理事長
- 中村達朗 - 国土交通省航空・鉄道事故調査委員会事務局長、空港環境整備協会理事長、日本旅行業協会理事長
- 山本弘一郎 - 国土交通省鉄道局係長、政策グランプリ最優秀賞受賞
- 迫久展 - 駐ギニア大使、外務省大臣官房現地職員管理官
- 羽鳥光彦 - 気象庁長官、気象業務支援センター理事長
- 山岸米二郎 - 気象庁気象研究所長、仙台管区気象台長
- 野村竜一（第5代気象防災監）[2]
- 村上広史 - 国土地理院長、青山学院大学教授
- 飛田幹男 - 国土地理院長、筑波大学教授
- 日野正晴 - 金融庁長官、法務省検察官・公証人特別任用等審査会会長、投資と学習を普及・推進する会理事長
- 陽捷行 - 農林水産省農業環境技術研究所長、農業環境技術研究所理事長、北里大学副学長
- 鈴木建夫 - 農林水産省食品総合研究所長、同理事長
- 谷津龍太郎 - 環境事務次官、中間貯蔵・環境安全事業社長
- 奥主喜美 - 環境省参与、環境省総合環境政策局長兼環境調査研修所長
- 厚谷襄児 - 公正取引委員会事務局長、北海道大学名誉教授
- 古屋浩明 - 人事官、人事院事務総長
- 津軽芳三郎 - 宮城県副知事、宮城県美術館館長
- 河端章好 - 宮城県副知事、公立大学法人宮城大学副理事長、宮城県立美術館長
- 佐野好昭 - 宮城県副知事、公立大学法人宮城大学副理事長、ベガルタ仙台取締役
- 畠利行 - 福島県副知事、福島県信用保証協会会長
- 佐藤敬 - 宮城県教育委員会教育長、宮城県志津川高等学校校長
- 鈴木誠一 - 栃木県副知事、栃木県防犯協会会長
- 三木與志夫 - 東京都副知事、東京都競馬社長、東京都住宅供給公社理事長
- 村山寛司 - 東京都副知事、日本自動車ターミナル社長、全国信用保証協会連合会会長
- 津島隆一 - 東京都港湾局長、新銀行東京代表執行役
- 柏崎誠 - 横浜市副市長、港北区長、横浜市信用保証協会会長
- 吉林章仁 - 静岡県副知事、静岡県知事戦略監
- 加藤慎也 - 愛知県副知事、愛知県公文書館長、名古屋競馬社長
- 豊田麻子 - 広島市副市長、総務省国際協力調査官
- 岡久雄 - 新エネルギー・産業技術総合開発機構理事長、電気学会会長、日本オペレーションズ・リサーチ学会会長
- 堤芳夫 - 農林漁業信用基金理事長、元農中情報システム社長
- 池戸重信 - 農林水産消費技術センター理事長、食品表示検定協会理事長、公立大学法人宮城大学副学長
- 菅原希 - 総務省行政評価局長[3]
- 菅家秀人 - 農林水産省東北農政局長[4]
- 鈴木康幸 - 消防庁消防大学校消防研究センター所長[5]

### 法曹界
- 池上政幸 - 元最高裁判所判事、元大阪高等検察庁検事長、元法務省大臣官房長
- 大堀誠一 - 元最高裁判所判事、元最高検察庁次長検事
- 菅野博之 - 最高裁判所判事、元大阪高等裁判所長官
- 渡邉惠理子 - 最高裁判所判事、元慶應義塾大学教授、元長島・大野・常松法律事務所パートナー
- 大内捷司 - 元札幌高等裁判所長官、元公害等調整委員会委員長
- 千葉和郎 - 元名古屋高等裁判所長官、元最高裁判所事務総局刑事局長
- 田村幸一 - 元高松高等裁判所長官、元東京高等裁判所部総括判事、総務省電気通信事業紛争処理委員会委員長
- 秋葉康弘 - 元高松高等裁判所長官、元東京高等裁判所部総括判事、中央大学教授
- 小林昭彦 - 元福岡高等裁判所長官、元東京高等裁判所部総括判事、総務省情報公開・個人情報保護審査会会長
- 石井彦壽 - 元仙台高等裁判所部総括判事、元仙台地方裁判所長、元最高裁判所調査官、東北大学名誉教授
- 守屋克彦 - 元仙台高等裁判所秋田支部長、菊田クリミノロジー賞
- 大内俊身 - 元東京高等裁判所部総括判事、元最高裁判所上席調査官、元法務省民事局参事官
- 奥山興悦 - 元東京高等裁判所部総括判事、元最高裁判所家庭裁判所調査官研修所長
- 梅津和宏 - 元東京高等裁判所部総括判事、元札幌地方裁判所長、元法務省大阪法務局長
- 佐久間邦夫 - 元東京高等裁判所部総括判事、元最高裁判所調査官、元最高裁判所事務総局制度調査室長
- 高橋利文 - 元東京高等裁判所部総括判事、元最高裁判所事務総局総務局長、元最高裁判所上席調査官
- 前田順司 - 元東京高等裁判所部総括判事、元神戸地方裁判所長
- 長門栄吉 - 元名古屋高等裁判所部総括判事、元福井地方裁判所長
- 池田光宏 - 大阪高等裁判所部総括判事、元松山家庭裁判所長、元最高裁判所事務総局家庭局付
- 潮見直之 - 仙台高等裁判所秋田支部長、元福島地方裁判所部総括判事
- 佐藤道夫 - 札幌高等検察庁検事長、参議院議員、法学部卒
- 松井巌 - 元福岡高等検察庁検事長、元横浜地方検察庁検事正
- 東弘 - 元さいたま地方検察庁検事正、元札幌地方検察庁検事正
- 李太熙 - 元大韓民国検察総長
- 鹿野琢見 - 弁護士、弥生美術館及び竹久夢二美術館創設者・元理事長、元東京第二弁護士会副会長
- 久保井一匡 - 弁護士、元日本弁護士連合会会長、元日本弁護士政治連盟理事長
- 荒中 - 弁護士、日本弁護士連合会会長、元日本弁護士連合会事務総長、元最高検察庁参与
- 竹内洋 - 弁護士、元日本弁護士連合会副会長、元第一東京弁護士会会長、元三菱電機取締役、元ブリヂストン監査役
- 小池達哉 - 弁護士、日本弁護士連合会副会長、元福島県弁護士会会長
- 永井哲男 - 弁護士、元衆議院議員
- 中村和雄 - 弁護士、元京都弁護士会副会長
- 秋元理匡 - 弁護士
- 青木正芳 - 弁護士、日本弁護士連合会副会長、法学部卒
- 氏家和男 - 弁護士、元日本弁護士連合会副会長、元仙台弁護士会会長
- 郷路征記 - 弁護士、札幌弁護士会副会長
- 高橋勝夫 - 弁護士、仙台弁護士会会長
- 森雅子 - 弁護士、法学部卒
- 清水勉 - 弁護士、明るい警察を実現する全国ネットワーク代表
- 亀田紳一郎 - 弁護士、日本弁護士連合会副会長、元仙台弁護士会会長
- 浅井耀介 - 弁護士

### 財界
- 新谷明弘 - 秋田銀行頭取
- 明間輝行 - 元東北電力社長、元東北経済連合会会長、元仙台フィルハーモニー管弦楽団理事長
- 大石良 - サーバーワークス創業者・社長
- 小豆畑茂 - 元日立グループ最高技術責任者、元日本機械学会会長
- 粟野学 - じもとホールディングス社長、きらやか銀行頭取、法学部卒
- 安西浩 - 元東京ガス社長・会長
- 安斎隆 - 元セブン銀行社長、元日本長期信用銀行頭取、元日本銀行理事、法学部卒
- 飯塚毅 - TKC創業者・元社長、TKC全国会名誉会長、日本会計研究学会太田賞
- 飯塚久夫 - 元NECビッグローブ社長、元NTTラーニングシステムズ社長、元東京工業大学副学長
- 家城淳 - オークマ社長、元精密工学会会長
- 池口正剛 - 元楽天コミュニケーションズ社長、元フュージョンコミュニケーションズ社長
- 石原俊 - 元日産自動車社長・会長、1977年 - 1985年、元経済同友会代表幹事
- 池田輝彦 - みずほ信託銀行元社長・会長、元信託協会会長　法学部卒
- 池田憲人 - ゆうちょ銀行社長、元足利銀行頭取、元横浜銀行代表取締役
- 位田尚隆 - 元リクルート社長
- 一力一夫 - 元東北放送社長、元河北新報社社長、元日本相撲協会横綱審議委員会委員長
- 井上正忠 - 元京王帝都電鉄（現京王電鉄）社長、元大日本帝国陸軍司政官
- 井畑明男 - 青森銀行取締役相談役、元頭取・会長、元青森県経営者協会会長
- 今村正樹 - 偕成社社長、出版梓会理事長
- 岩井清祐 - ENEOSグローブ社長、日本LPガス協会会長、日本LPガス団体協議会会長
- 岩渕徹 - 元徳間書店社長
- 梅原半二 - 元豊田中央研究所所長、紫綬褒章
- 大久保謙 - 元三菱電機社長、元日本電機工業会会長、元日本兵器工業会会長、元日本電子機械工業会会長
- 大内厚 - 高砂熱学工業会長・元社長
- 大田勝幸 - ENEOSホールディングス社長、ENEOS社長
- 大滝令嗣 - 元マーサー・ヒューマン・リソース・コンサルティング日本法人会長兼アジア地域代表、早稲田大学教授
- 大西利美 - 元日野自動車工業会長、元愛知製鋼会長、元トヨタ自動車副社長
- 大橋正昭 - 元愛知製鋼社長、元日本金属学会会長、元ファインセラミックスセンター理事長、元学校法人名城大学理事長
- 緒方研二 - 元NEC副社長、元テレビジョン学会会長、元電子通信学会会長、緒方竹虎の子
- 岡田伸一 - 元JFEホールディングス副社長・最高財務責任者
- 緒川修治 - PDエアロスペース創業者・代表取締役
- 小川恭範 - セイコーエプソン社長
- 小野寺正 - 元KDDI会長兼社長、元電気通信事業者協会会長、元大和証券グループ本社取締役
- 海輪誠 - 元東北電力社長、元東北経済連合会会長
- 葛西清美 - 元みちのく銀行頭取・会長、元青森朝日放送社長
- 可知照生 - 元ジェイアール東海商事社長、元静岡ターミナルホテル社長
- 勝股康行 - 元七十七銀行頭取・会長
- 桂田昌生 - 元東芝メディカルシステムズ社長、元日本医療機器産業連合会副会長、元保健医療福祉情報システム工業会会長
- 加藤好文 - 京阪電気鉄道元社長、元日本民営鉄道協会副会長
- 金子才十郎 - 元カネコ種苗社長、元日本種苗協会会長、元横浜商品取引所理事長
- 金原陸夫 - 元昭和産業社長、元日本植物油協会会長
- 亀井文蔵 - 元カメイ社長・会長、元宮城テレビ放送社長、元仙台トヨペット社長
- 川本信彦 - 本田技研工業4代目社長
- 北澤博 - 元長野大学学長、元三菱総合研究所常務
- 楠兼敬 - 元日野自動車工業会長、元トヨタ自動車副社長
- 工藤健 - 元セブン-イレブン・ジャパン社長
- 国峰淳 - 元日亜鋼業社長
- 久保博 - 元読売巨人軍取締役会長、日本大学理事
- 久保田隆 - 元千代田化工建設社長、元化学工学会会長
- 熊谷満 - ユアテック社長、相談役
- 熊本昌弘 - 神戸製鋼社長、元日本建設機械工業会会長
- 倉井敏磨 - 元三菱ガス化学社長、日本無機薬品協会副会長
- 倉田主税 - 元日立製作所2代目社長・会長、元日本機械工業連合会会長、工学部前身の仙台高等工業学校出身
- 小飼雅道 - 元マツダ社長兼CEO、元日本自動車工業会副会長、広島商工会議所副会頭
- 小谷昌 - 元京浜急行電鉄社長、横浜新都市センター社長、元日本民営鉄道協会会長
- 腰高博 - コシダカホールディングス社長兼CEO、カラオケ本舗まねきねこ創業者
- 兒島伊佐美 - 元日本原燃社長、元東京電力副社長、元電気事業連合会副会長
- 小林英文 - 七十七銀行頭取、仙台経済同友会代表幹事
- 小林正興 - テックファーム創業者・元社長、元アバントグループCIO&CTO
- 後藤亘 - TOKYO MX会長、エフエム東京会長
- 小松敏秀 - 日本郵政副社長・最高情報責任者
- 近健太 - トヨタ自動車副社長・CFO
- 斎藤脩 - 元JFEエンジニアリング社長
- 齋藤尚一 - 元トヨタ自動車工業会長、元自動車技術会会長
- 佐々木晨二 - 元J-オイルミルズ社長、元日本植物油協会会長
- 佐々木正 - 元日本原燃社長
- 佐々木直哉 - 日立製作所技師長、元日本機械学会会長
- 佐竹勤 - ユアテック会長、東北電力元副社長
- 志賀重範 - 元東芝会長、元日本電機工業会会長
- 柴田勝太郎 - 元東洋高圧工業（現三井化学）社長、元有機合成化学協会会長
- 柴田周吉 - 元三菱化成社長、元学校法人茗溪学園理事長
- 嶋村輝郎 - 元ニコン社長
- 杉谷利昭 - 元北日本銀行頭取・会長
- 四代目鈴木三郎助 - 元味の素会長・名誉会長、元日本食品添加物協会会長
- 鈴木恒男 - 元日本長期信用銀行頭取
- 鈴木正俊 - 元ミライト・ホールディングス社長、元NTTドコモ副社長
- 関水賢司 - 元全国農業協同組合連合会理事長
- 清野智 - 元JR東日本社長、元国際鉄道連合会長、国際観光振興機構理事長
- 瀬長浩 - 元沖縄銀行頭取・会長
- 芹沢守利 - 元京浜急行電鉄社長、元日本民営鉄道協会会長
- 大道寺小三郎 - みちのく銀行元頭取・会長
- 高島英也 - サッポロビール社長、元ビール酒造組合会長、元全国公正取引協議会連合会副会長、元北海道経済連合会副会長
- 髙野茂德 - 元第一フロンティア生命社長、元第一生命情報システム会長
- 高野達男 - 元ヒシテック社長、三菱樹脂事件原告
- 高橋宏明 - 元東北電力社長、日本電気協会会長、元東北経済連合会会長、元東北観光推進機構会長
- 高橋昌明 - 元ホウスイ社長
- 竹部幸夫 - 元三井物産副社長、元日本鉄鋼連盟副会長、元ジャカルタ・ジャパンクラブ理事長、国家公安委員会委員
- 田中孝雄 - 三井E&Sホールディングス社長
- 田辺昇一 - タナベ経営創業者・元社長
- 種橋牧夫 - 東京建物会長、不動産協会副理事長、首都圏不動産公正取引協議会会長
- 田村滋美 - 元東京電力会長
- 垂井一郎 - 元セコム社長
- 千葉光太郎 - 元ジャパン マリンユナイテッド社長、元日本造船工業会副会長
- 塚本亮一 - 元第一生命保険社長、藍綬褒章
- 辻裕一 - 日東紡績社長、元日本紡績協会会長
- 中川彰 - 元日本車輌製造社長、元JR東海副社長
- 中川弘靖 - デンソーウェーブ社長、技術経営・イノベーション賞内閣総理大臣賞
- 中鉢良治 - 元ソニー社長、産業技術総合研究所理事長、元日本経団連評議員会副議長
- 手島忠 - 元ニチレイ社長、元日本冷蔵倉庫協会会長
- 中西宏幸 - 元三井化学会長兼社長、元日本化学会会長
- 中原秀人 - 元三菱商事副社長、元日本ウズベキスタン経済委員会会長、元日本カザフスタン経済委員会会長
- 中村隆司 - 元日清製粉社長、元オリエンタル酵母工業社長、元製粉協会会長
- 西紘平 - 元雪印乳業社長、元ロッテアイス社長、元日本乳業協会副会長
- 西山光秋 - 日立金属会長兼社長兼CEO、元日立製作所最高財務責任者
- 野嶋孝 - 元中部電力副社長、元ファインセラミックスセンター理事長、元電気学会会長
- 橋本仁 - 元太平洋製糖社長、元シクロデキストリン学会会長
- 橋本伸一 - 元安川電機社長
- 花岡清二 - 元セイコーエプソン社長、元中部経済連合会副会長
- 浜地昭男 - 元三菱アルミニウム社長、元日本アルミニウム協会会長
- 早川恒雄 - 元千葉銀行頭取、元全国地方銀行協会副会長
- 早坂伸夫 - キオクシアホールディングス社長兼キオクシア社長
- 原田一之 - 京浜急行電鉄社長、日本民営鉄道協会会長、日本観光振興協会副会長
- 原田武彦 - 元中央発條社長、元國瑞汽車総経理
- 樋口康二郎 - 東北電力社長、電気事業連合会副会長
- 深瀬鋭次郎 - 元三和エレック社長
- 藤森鉄雄 - 元東京メトロポリタンテレビジョン社長、元東京商工会議所副会頭
- 堀川孝夫 - 元秋田銀行頭取・会長
- 本間洋 - NTTデータグループ社長兼CEO
- 本山剛 - 元北都銀行副会長、元秋田あけぼの銀行頭取、元日本銀行
- 八島俊章 - 元東北電力社長・会長、日本電気協会会長、元東北経済連合会会長
- 山村明義 - 東京地下鉄社長
- 京極昭 - ベガルタ仙台社長、河北新報社顧問
- 丸森仲吾 - 元七十七銀行頭取、元仙台商工会議所会頭
- 三浦昭 - 元三菱化学社長、元三菱化学生命科学研究所社長、元日本知的財産協会会長
- 三原修二 - 川崎重工業副社長・顧問、本州四国連絡高速道路社長、経済学部卒
- 山口聡 - カゴメ社長
- 渡邉光一郎 - 元第一生命ホールディングス社長、日本経団連副会長、文部科学省中央教育審議会会長
- 斎藤博明 - TAC創業者・社長、元経済同友会副代表幹事
- 加藤義孝 - 新日本有限責任監査法人理事長
- 前田昌彦 - トヨタ自動車副社長・最高技術責任者、8代目トヨタ・ハイラックス開発責任者
- 三浦章 - 元パンパシフィック・カッパー社長、元JX金属副社長、元硫酸協会会長
- 三柴元 - ラック創業者・元社長、元ラックホールディングス会長兼社長
- 村上東 - ワコム創業者
- 八重樫正彦 - 元日揮社長
- 八木橋孝男 - 東京交通会館社長、元三菱地所レジデンス社長
- 栁川欽也 - 日鉄日新製鋼社長、元新日鐵住金副社長、元日本鉄鋼協会副会長
- 柳沢七郎 - 住友金属工業社長
- 山内康仁 - 元アイシン精機社長、元日本鋳造工学会会長、藍綬褒章
- 山崎彰三 - 元監査法人トーマツ代表社員、元日本公認会計士協会会長、元東北大学教授
- 山澤進 - ヤマザワ創業者・元社長、元山形商工会議所会頭
- 山田豊 - 元東洋エンジニアリング社長、元エンジニアリング振興協会理事長、元石油学会会長
- 山脇秀夫 - 元ミライアル社長
- 湯野川孝夫 - 元豊田工機社長
- 尹祐根 - ライフロボティクス創業者
- 吉川直利 - 元ジェイアールセントラルビル社長、元JR東海副社長
- 吉田安幸 - 元旭化成メディカル社長、元日本医療器材工業会会長
- 前田滋 - 元荏原製作所社長

### 学術

#### 自然科学・工学
- 相原利雄 - 熱工学、東北大学名誉教授、元日本伝熱学会会長
- 青木俊明 - 都市計画学、東北大学教授
- 青野茂行 - 物理化学、元金沢大学学長
- 赤祖父俊一 - オーロラ研究の権威、アラスカ大学フェアバンクス校名誉教授、元アラスカ大学国際北極圏研究センター長、日本学士院賞
- 阿部英司 - 材料科学、東京大学教授
- 阿部博之 - 機械工学、第18代東北大学総長、全米技術アカデミー外国人会員、元日本機械学会会長、元知的財産戦略会議座長
- 荒木信幸 - 熱工学、元静岡大学副学長、静岡理工科大学名誉学長、元スズキ監査役、元日本伝熱学会会長
- 荒川泓 - 化学、北海道大学名誉教授
- 飯島澄男 - 工学、名城大学理工学部教授、産業技術総合研究所ナノカーボン研究センター長。カーボンナノチューブの発見者
- 飯田嘉宏 - 熱工学、元横浜国立大学学長、元学校法人関東学院理事長
- 五十嵐哲 - 触媒工学、工学院大学名誉教授、元化学工学会反応工学部会長
- 井口泰孝 - 材料物理化学、東北大学名誉教授、元八戸工業高等専門学校長、元日本金属学会会長
- 井小萩利明 - 機械工学、東北大学名誉教授、元日本混相流学会会長
- 石井武比古 - 物理学、東京大学名誉教授、元日本物理学会会長
- 石川正道 - 材料科学、元東京工業大学教授、元三菱総合研究所先端科学研究所所長、元日本マイクログラビティ応用学会会長
- 石田清仁 - 材料工学、東北大学名誉教授、元日本金属学会会長、本多記念賞
- 伊藤弘昌 - 電子工学、東北大学名誉教授、理化学研究所テラヘルツ光源研究チームリーダー
- 稲垣俊介 - 情報科学、山梨大学教育学部附属教育実践総合センター准教授
- 稲場文男 - 電子工学、東北大学名誉教授、元電子情報通信学会副会長、紫綬褒章
- 井上克己 - 機械工学、東北大学名誉教授、元日本機械学会機素潤滑設計部門長
- 今井勇之進 - 金属工学、東北大学名誉教授、元日本金属学会会長、文化功労者、元日本学士院会員、日本学士院賞
- 今井裕 - 天文学、鹿児島大学准教授
- 今村文彦 - 津波工学、東北大学教授、復興庁復興推進委員会委員長、元日本自然災害学会会長
- 井村久則 - 分析化学、金沢大学名誉教授、金沢子ども科学財団事務局長、元日本溶媒抽出学会会長
- 井龍康文 - 地球科学、東北大学教授、元日本地質学会会長、元国際化石藻類学会会長
- 岩崎俊一 - 通信工学、東北大学名誉教授、日本学士院会員、日本学士院賞、文化功労者、東北工業大学理事長
- 岩崎信 - 総合工学、東北大学特命教授。前東北大学大学院教育情報学研究部長
- 岩渕明 - 機械工学、元岩手大学学長、元日本機械学会副会長
- 上田整 - 機械工学、大阪工業大学教授
- 鵜飼孝博 - 航空宇宙工学、大阪工業大学准教授
- 宇田新太郎 - 通信工学、東北大学名誉教授、日本学士院賞
- 内田龍男 - 電子工学、東北大学名誉教授、元仙台高等専門学校長、元日本液晶学会会長、元映像情報メディア学会会長、日本学士院賞
- 梅津理恵 - 金属工学、東北大学教授、猿橋賞
- 梅原徳次 - 機械工学、名古屋大学教授、元日本トライボロジー学会副会長
- 江刺正喜 - 電子工学、東北大学教授、紫綬褒章、IEEE ジュンイチ・ニシザワメダル、IEEEアンドルー・グローヴ賞
- 海老原敬吉 - 機械工学、元東京工業大学教授、元日本機械学会会長、リケン技術的基盤創設者
- 枝松圭一 - 物理学、東北大学教授、文部科学大臣表彰科学技術賞
- 江村超 - 機械工学、ロボット工学、東北大学名誉教授
- 及川洪 - 材料物性学、東北大学名誉教授、元産業技術短期大学学長、元日本金属学会会長
- 大内正己 - 宇宙論、東京大学教授、日本学士院学術奨励賞、日本学術振興会賞
- 大栗博毅 - 有機化学、東京大学教授
- 大越慎一 - 物性化学、東京大学教授、フンボルト賞、日本学士院学術奨励賞
- 大里延康 - 情報工学、元大阪工業大学教授
- 大谷栄治 - 地球科学、東北大学名誉教授、元日本鉱物科学会会長、紫綬褒章
- 尾形輝太郎 - 有機化学、理化学研究所名誉研究員、帝国学士院賞
- 岡部金治郎 - 電子工学、大阪大学名誉教授、文化勲章、学士院恩賜賞、マグネトロンの発明者
- 岡崎彰 - 天文学、群馬大学教授
- 大谷茂盛 - 化学工学、元東北大学総長、元化学工学協会会長
- 岡田益男 - 金属工学、元東北大学副学長、元八戸工業高等専門学校長、元日本金属学会副会長
- 岡田實 - 金属工学、元大阪大学総長、元溶接学会会長、元大阪府教育委員会委員長
- 荻野博 - 無機化学、東北大学名誉教授、元放送大学副学長、元錯体化学会会長
- 尾坂芳夫 - 土木工学、東北大学名誉教授、元土木学会副会長
- 小原一成 - 地震学、東京大学教授、元日本地震学会会長、地震予知連絡会副会長、紫綬褒章
- 三神泉 - 国立天文台ハワイ観測所すばる望遠鏡建設プロジェクトリーダー、紫綬褒章
- 嘉数悠子 - 天文学、国立天文台ハワイ観測所すばる望遠鏡アウトリーチ・スペシャリスト
- 柿崎明人 - 物理学、東京大学名誉教授、学校法人筑波研究学園理事長、筑波研究学園専門学校校長
- 角谷静夫 - 数学、イェール大学名誉教授、元アメリカ芸術科学アカデミー会員、角谷の不動点定理
- 加藤康司 - 機械工学、東北大学名誉教授、スウェーデン王立科学アカデミー外国会員、日本学士院賞
- 加藤愛雄 - 地球物理学、東北大学名誉教授、元日本地球電気磁気学会会長、元日本学士院会員、日本学士院賞
- 金井浩 - 電気工学、東北大学教授
- 金田康正 - 計算機科学、東京大学名誉教授、円周率の計算機計算世界記録
- 金山らく - 数学、日本初の女子大学生、東京女子高等師範学校教授
- 金田寛 - 半導体工学、九州工業大学大学院特任教授、元新潟大学教育研究院教授
- 茅誠司 - 材料工学、東京大学元総長
- 川添良幸 - 計算材料学、東北大学名誉教授、元ナノ学会会長
- 河田喜代助 - 地質学、元東京教育大学助教授、第五海洋丸の遭難で殉死
- 河村保彦 - 工学者、徳島大学学長
- 菅野文友 - 経営工学、元東京理科大学教授、元日本信頼性学会会長、デミング賞本賞
- 菊田多利男 - 金属学、元日立製作所中央研究所所長、元日本金属学会会長
- 菊池誠 - 物理学、大阪大学教授
- 菊池喜充 - 電子工学、東北大学名誉教授、元東北工業大学学長、紫綬褒章
- 北川尚美- 化学工学、東北大学教授、日本学術会議会員、文部科学大臣賞
- 城戸健一 - 音響工学、東北大学名誉教授、元日本音響学会会長
- 木羽敏泰 - 化学、金沢大学名誉教授、元金沢工業大学学長
- 木村晃彦 - 材料工学、京都大学名誉教授、元京都大学エネルギー理工学研究所副所長
- 木村瑞雄 - 電気工学、元東北大学教授、元東北工業大学学長
- 喜安善市 - 電子工学、元東北大学教授、元電子通信学会副会長、紫綬褒章、大川賞、C&C賞
- 久保田尚志 - 化学、大阪市立大学名誉教授、日本学士院賞
- 久保野茂 - 物理学、東京大学名誉教授
- 熊谷正朗 - ロボット工学、東北学院大学教授、玉乗りロボットなど
- 黒木玄 - 数学、黒木のなんでも掲示板、黒木ルール、昭和恐慌研究会
- 黒田武彦 - 天文学、元兵庫県立西はりま天文台長、文部科学大臣表彰科学技術賞
- 黒田チカ - 化学、日本初の女子大学生、お茶の水女子大学名誉教授
- 小出裕章 - 原子力工学、元京都大学原子炉実験所助教
- 越村俊一 - 工学、東北大学教授、総務大臣賞
- 小竹無二雄 - 化学、大阪大学名誉教授、元日本化学会会長、元日本学士院会員
- 後藤和久 - 地質学、東京大学教授
- 後藤秀弘 - 化学、元富山大学学長、元東北福祉大学学長、元日本分析化学会会長、藍綬褒章
- 小林正治 - 天然物化学、大阪工業大学准教授
- 小林秀昭 - 機械工学、東北大学教授、元日本燃焼学会会長、元国際燃焼学会副会長、文部科学大臣表彰科学技術賞
- 小林清志 - 機械工学、元東北大学教授、元豊田工業大学学長、元日本伝熱学会会長、元日本熱物性研究会会長
- 小林陵二 - 流体工学、東北大学名誉教授、元石巻専修大学学長
- 小松英一郎 - 物理学、マックス・プランク天体物理学研究所所長、仁科記念賞
- 小森彰夫 - 核融合、自然科学研究機構長、元核融合科学研究所所長、元プラズマ・核融合学会会長
- 今野一宏 - 数学、大阪大学大学院理学研究科教授
- 蔡安邦 - 物理学、元東北大学教授、元中央研究院院士、紫綬褒章
- 斎藤正三郎 - 化学、東北大学名誉教授、元宮城工業高等専門学校長、元国立工業高等専門学校協会会長、元化学工学会会長
- 齋藤進六 - 材料工学、元東京工業大学学長、元長岡技術科学大学学長、元日本セラミックス協会会長、紫綬褒章
- 斎藤靖二 - 地質学、国立科学博物館名誉館員、元日本地質学会会長
- 齊藤保典 - 計測工学、信州大学名誉教授
- 酒井英行 - 物理学、東京大学名誉教授
- 坂真澄 - 機械工学、東北大学名誉教授、元日本機械学会副会長、元日本非破壊検査協会会長
- 佐川宏行 - 宇宙線物理学、元東京大学宇宙線研究所副所長
- 佐川眞人 - 金属工学、インターメタリックス社長、エリザベス女王工学賞、朝日賞、日本国際賞、ネオジム磁石発明者
- 佐久間健人 - 材料科学、東京大学名誉教授、元高知工科大学学長、元日本金属学会会長
- 佐藤知雄 - 金属工学、東北大学名誉教授、元名古屋工業大学学長、元日本金属学会会長、日本学士院賞
- 佐藤繁 - 物理学、東北大学名誉教授、元日本放射光学会会長
- 佐藤比呂志 - 地質学、東京大学名誉教授、日本地理学会賞
- 佐藤史生 - 理学博士、東北大学素材工学研究所文部科学首席技官
- 佐藤勇 - 物理学、高エネルギー加速器研究機構名誉教授、総合研究大学院大学名誉教授、諏訪賞
- 佐藤利三郎 - 工学、東北大学名誉教授、東北学院大学名誉教授
- 佐々木康之 - 畜産学、元帯広畜産大学学長
- 佐野雅己 - 物理学、東京大学名誉教授、上海交通大学教授
- 塩見淳一郎 - 熱工学、東京大学教授、日本学術振興会賞
- 澤田安樹 - 物理学、京都大学名誉教授
- 篠崎平馬 - 化学工学、元山形大学学長
- 島田周平 - 地理学、京都大学名誉教授
- 嶋正利 - 半導体工学、会津大学元教授、世界初のマイクロプロセッサ「Intel 4004」を開発
- 清水洋 - 音響工学、東北大学名誉教授、元日本音響学会副会長
- 庄子哲雄 - 材料工学、東北大学名誉教授、元マサチューセッツ工科大学客員教授、元日本学術会議会員
- 白井俊明 - 化学、東京大学名誉教授
- 須賀利雄 - 海洋物理学、東北大学教授、元日本海洋学会副会長
- 杉野目晴貞 - 有機化学、元北海道大学総長
- 鈴木厚人 - 物理学、元東北大学副学長、元高エネルギー加速器研究機構長、文化功労者、日本学士院賞、ブルーノ・ポンテコルボ賞
- 鈴木俊法 - 物理化学、京都大学教授、元分子科学会会長、日本学術振興会賞
- 鈴木治夫 - 数学、北海道大学名誉教授
- 鈴木基行 - 土木工学、東北大学名誉教授、元コスモシステム技術顧問、元オリエンタル白石技術顧問、土木学会田中賞
- 鈴木基之 - 情報工学、大阪工業大学教授
- 須永宏 - 情報工学、元大阪工業大学教授
- 関口春次郎 - 金属工学、名古屋大学名誉教授、元溶接学会会長、日本学士院賞
- 蘇歩青 - 数学、復旦大学名誉学長、中国数学会名誉理事長
- 戴峰 - 地震学、東北大学理学部元地球宏観伝導学研究特別チーム客員主任研究員、限界線断層学説の創始者
- 滝澤博胤 - 無機材料化学、東北大学副学長、元日本電磁波エネルギー応用学会理事長
- 武井武 - 電気化学、東京工業大学名誉教授、慶應義塾大学名誉教授、元電気化学協会会長、文化功労者
- 竹崎正道 - 数学、カリフォルニア大学ロサンゼルス校名誉教授、アメリカ数学会フェロー
- 武山斌郎 - 機械工学、東北大学名誉教授、元日本伝熱学会会長
- 田所芳秋 - 鉱物学、元日本製鐵八幡製鐵所研究所長、元高知県工業試験場長、帝国学士院賞
- 田中耕一 - 化学、島津製作所フェロー、ノーベル化学賞受賞者
- 田中正之 - 地球物理学、東北大学名誉教授、元総合地球環境学研究所評議員会長、紫綬褒章
- 田中真美 - 医療福祉工学、東北大学教授、日本学術会議会員、日本学術振興会賞
- 谷口義明 - 天文学、愛媛大学教授
- 谷順二 - 機械工学、東北大学名誉教授、元日本AEM学会副会長
- 平朝彦 - 地質学、東京大学名誉教授、元海洋研究開発機構理事長、元日本地質学会会長、日本学士院賞
- 玉手統 - 機械工学、東北大学名誉教授、元八戸工業高等専門学校校長
- 田村俊和 - 地理学、東北大学名誉教授、元日本地形学連合会長
- 丹治健一 - 有機化学、静岡薬科大学教授
- 陳建功 - 数学、元杭州大学副学長、元中国数学会副理事長
- 𡈽山明 - 地球科学、京都大学名誉教授、中国科学院教授、元日本鉱物科学会会長
- 坪内為雄 - 機械工学、東北大学名誉教授、元日本伝熱研究会会長、元日本機械学会副会長
- 寺谷亮司 - 地理学、愛媛大学教授
- 遠田晋次 - 地震地質学、東北大学教授
- 遠山啓 - 数学、東京工業大学名誉教授、元数学教育協議会委員長
- 徳永幸之 - 交通計画学、元宮城大学理事・副学長
- 戸部博 - 植物学、京都大学名誉教授、京都府立植物園園長、元日本植物学会会長
- 苫米地司 - 雪氷学、北海道工業大学第9代学長
- 冨山保 - 化学、元横浜国立大学学長、元電気化学協会会長
- 鳥山四男 - 電気工学、武蔵工業大学名誉教授、元日本学士院会員
- 永井健一 - 機械工学、群馬大学名誉教授、元日本機械学会機械力学・計測制御部門長
- 中込良廣 - 原子核物理学、京都大学名誉教授、元原子力安全基盤機構理事長
- 中澤高清 - 地球物理学、東北大学名誉教授、元大気化学研究会会長、紫綬褒章、島津賞、山崎賞、日産科学賞
- 中島健一 - 経営工学、早稲田大学教授、元大阪工業大学准教授、神奈川大学教授
- 永島晃 - 制御工学、慶應義塾大学ハプティクス研究センター副センター長、元計測自動制御学会会長
- 中島映至 - 地球科学、東京大学名誉教授、国際気象学・大気科学国際協会事務局長、紫綬褒章
- 中島英彰 - 気象学、国立環境研究所地球環境研究センター主席研究員
- 中曽根祐司 - 機械工学、東京理科大学名誉教授、元日本ばね学会会長
- 中塚勝人 - 資源開発工学、東北大学名誉教授・元副総長、元物理探査学会副会長、元日本工学教育協会副会長
- 中西八郎 - 材料工学、東北大学名誉教授、科学技術庁長官賞
- 永海佐一郎 - 無機化学、東京工業大学名誉教授、隠岐の島町名誉町民
- 長尾巧 - 地質学者、元東北帝国大学教授、元日本古生物学会会長
- 中村僖良 - 電子工学、東北大学名誉教授、元電子情報通信学会基礎・境界ソサイエティ会長
- 中村泰久 - 天文学、福島大学教授
- 中村慶久 - 電子工学、東北大学名誉教授、元岩手県立大学学長、元映像情報メディア学会会長、元公立大学協会副会長、元全国公立短期大学協会副会長
- 成瀬政男 - 機械工学、東北大学名誉教授、元職業訓練大学校校長、日本学士院賞
- 錦織清治 - 大同工業大学（大同大学）学長、元東北大学工学部助教授、元大同特殊鋼常務
- 西澤潤一 - 半導体工学、東北大学元総長、岩手県立大学初代学長、首都大学東京初代学長
- 西澤泰二 - 金属工学、東北大学名誉教授、元住友金属工業顧問、元日本金属学会会長、元日本鉄鋼協会副会長
- 西村卓也 - 地球科学、京都大学教授
- 西山善次 - 物理学、大阪大学名誉教授、日本学士院賞
- 布村泰浩 - 情報工学、大阪工業大学准教授
- 根本實 - 材料工学、九州大学名誉教授、元久留米工業大学学長、元日本金属学会副会長、元日本鉄鋼協会副会長
- 野口正一 - 情報工学、東北大学名誉教授、元会津大学学長、元情報処理学会会長
- 野口廣 - 数学、国際あやとり協会顧問
- 野口誠之 - 素粒子物理学、元奈良女子大学学長
- 野副鉄男 - 化学、東北大学名誉教授、元日本化学会会長、文化勲章、元日本学士院会員、日本学士院賞、朝日賞
- 橋本宇一 - 金属工学、元科学技術庁金属材料技術研究所長、元多賀工業専門学校長、元日本機械学会会長
- 長谷川昭 - 地震学、東北大学名誉教授、恩賜賞・日本学士院賞
- 長谷川史彦 - 材料工学、界面化学、独立行政法人製品評価技術基盤機構理事長、東北大学名誉教授[6]
- 花田修治 - 金属材料学、東北大学名誉教授、本多記念会理事長、元日本金属学会副会長
- 花輪公雄 - 海洋科学、東北大学名誉教授、山形大学副学長、元日本海洋学会会長
- 早坂寿雄 - 音響工学、元電気通信研究所長、元日本音響学会会長
- 早坂忠裕 - 気候学、東北大学教授、宇宙航空研究開発機構地球観測研究センター参与
- 林為人 - 地球科学、京都大学教授
- 林茂助 - 化学、東京工業大学名誉教授、元鶴岡工業高等専門学校校長
- 彦坂忠義 - 物理学、新潟大学名誉教授、元旅順工科大学教授、原子物理学理論提唱者・原爆理論の創世者
- 日比忠俊 - 物理学、東北大学名誉教授、元日本顕微鏡学会会長、紫綬褒章
- 平間正博 - 化学、東北大学名誉教授、日本学士院賞、紫綬褒章
- 廣芝伸哉 - 電子工学、大阪工業大学准教授
- 廣根徳太郎 - 金属学、東北大学名誉教授、元山形大学学長、元原水爆禁止日本協議会代表理事、紫綬褒章
- 福士謙介 - 土木工学、東京大学未来ビジョン研究センター長・教授、日越大学副学長、国連大学客員教授
- 福永俊晴 - 金属工学、京都大学名誉教授、元京都大学原子炉実験所副所長
- 福村裕史 - 物理化学、東北大学名誉教授、元仙台高等専門学校長
- 藤瀬新一郎 - 有機化学、東北大学名誉教授、紫綬褒章
- 藤田豊久 - 資源開発工学、東京大学名誉教授、広西大学教授、元環境資源工学会会長
- 藤森照信 - 建築学、東京大学名誉教授、東京都江戸東京博物館館長
- 星宮望 - 電子工学、東北大学名誉教授・元副総長、元東北学院院長
- 保木邦仁 - 物理化学者、将棋ソフトBonanza開発者
- 本間三郎 - 物理学、東京大学名誉教授、元読売東京理工専門学校校長
- 本間基文 - 金属工学、東北大学名誉教授、元東北職業能力開発大学校長、元日本金属学会会長
- 蛇口浩敬 - 元八戸大学学長、八戸学院大学短期大学部学長、元東京銀行取締役
- 前田四郎 - 化学工学、元東北大学総長、元化学工学会会長
- 真島正市 - 応用物理学、東京大学名誉教授、元東京理科大学学長、文化功労者、元日本学士院会員、日本学士院賞
- 舛岡富士雄 - フラッシュメモリ発明者。東北大学工学部卒、大学院工学研究科博士課程了
- 増原宏 - 化学、大阪大学名誉教授、国立交通大学教授、元光化学協会会長、紫綬褒章
- 増本量 - 材料工学、東北大学名誉教授
- 松生義勝 - 電気化学、元東京水産大学学長
- 松澤暢 - 地震学、東北大学教授、地震予知連絡会副会長
- 松本重貴 - 物理学、東京大学教授
- マフムード・ニリ・アフマダバディ - 金属工学、元テヘラン大学学長、元イラン冶金・材料工学学会会長
- 圓山重直 - 機械工学、東北大学名誉教授、八戸工業高等専門学校長、元日本伝熱学会副会長、紫綬褒章
- 丸山儀四郎 - 数学、元東京大学教授、元日本数学会理事長、元日本学術会議会員
- 三浦種敏 - 音響工学、元東京電機大学教授、元日本音響学会会長
- 三木鉄夫 - 機械工学、大阪帝国大学工学部航空学科創設者、大阪府立大学・大阪工業大学名誉教授
- 宮内崇裕 - 地形学、千葉大学教授、日本活断層学会会長
- 宮内靖昌 - 建築工学、大阪工業大学教授
- 宮城光信 - 電気工学、東北大学名誉教授、元仙台高等専門学校長、元東北工業大学学長、元宮城学院理事長
- 宮﨑照宣 - 応用物理学、東北大学名誉教授、朝日賞、オリバー・E・バックリー凝縮系賞 - 応用物理学、東北大学名誉教授、朝日賞、オリバー・E・バックリー凝縮系賞 *現在は削除対象の赤リンクですが、かつて立項されていた記録があります。削除の理由は立項者に問題があったようですが、経緯の詳細は不明。一般的には特筆性が認められる学者ですので新たに立項されるまで削除をお控えください。
- 宮﨑亨 - 金属工学、名古屋工業大学名誉教授・元副学長、元日本金属学会会長
- 虫明康人 - 通信工学、東北大学名誉教授、元東北工業大学学長、IEEEマイルストーン、紫綬褒章
- 森治嗣 - 原子力工学、元北海道大学教授、元日本原子力学会副会長、元日本混相流学会会長、元日本伝熱学会副会長
- 森田裕一 - 火山地震学、東京大学名誉教授、火山噴火予知連絡会副会長
- 森本治枝 - 女性数学者の先駆け。夫は帝国大学時代に助手を務めた森本清吾（群馬大学元教授）
- 諸井健夫 - 素粒子物理学、東京大学教授、西宮湯川記念賞
- 柳川弘志 - 化学、慶應義塾大学理工学部教授、東北大学大学院卒
- 柳澤榮司 - 土木工学、東北大学名誉教授、元八戸工業高等専門学校長
- 尹祐根 - ロボット工学、産総研発ベンチャーライフロボティクス創業者
- 横山亨 - 金属工学、元横浜国立大学学長
- 吉田庄司 - 通信工学、学校法人東海大学理事、東海大学開発工学部初代学部長、元日本電信電話取締役
- 吉田恒昭 - 土木工学、東京大学名誉教授、アジア・太平洋賞特別賞
- 米本浩一 - 航空宇宙工学、九州工業大学名誉教授、SPACE WALKER創業者・最高技術責任者
- 渡瀬譲 - 物理学、大阪市立大学学長
- 須田皖次 - 海洋学、東海大学海洋学部長
- 谷田貝光克 - 天然物有機化学、東京大学名誉教授、元秋田県立大学木材高度加工研究所所長、木質炭化学会名誉会長
- 山浦真一 - 機械工学、大阪工業大学教授
- 山口隆美 - 生体工学、東北大学名誉教授、元日本機械学会バイオエンジニアリング部門長
- 山口勉功 - 金属工学、早稲田大学教授、東京大学客員教授
- 山沢清人 - 電気工学、元信州大学学長、元長野県立大学評価委員会委員長、元高等教育コンソーシアム信州会長
- 山田昭博 - 生体医工学、公立小松大学サスティナブルシステム科学研究科・保健医療学部臨床工学科准教授
- 山本義一 - 大気放射学、東北大学名誉教授、元宮城教育大学学長、元日本気象学会理事長、元日本学士院会員、日本学士院賞
- 横堀壽光 - 材料強度学、東北大学名誉教授、元日本材料強度学会副会長、日本学士院賞
- 吉井譲 - 天文学、東京大学名誉教授、元東京大学大学院理学系研究科附属天文学教育研究センター長
- 早稲田嘉夫 - 材料工学、東北大学名誉教授・元副総長、元ペンシルベニア大学客員教授、元日本金属学会会長、紫綬褒章
- 渡部重十 - 地球物理学、北海道大学名誉教授、元地球電磁気・地球惑星圏学会会長
- 渡辺芳人 - 化学、元名古屋大学理事・副総長、分子科学研究所長、元日本化学会筆頭副会長、日本化学会賞

#### 医学・歯学・生命科学・人間科学・農学
- 赤堀四郎 - 生化学、元大阪大学総長、元理化学研究所理事長、文化勲章、元日本学士院会員、日本学士院賞
- 秋山徹也 - 医学、スタンフォード大学ポスドク研究員
- 浅野清 - 古生物学、東北大学教授、元日本古生物学会会長
- 天野修 - 明海大学解剖学教授
- 飯野正光 - 医学、東京大学名誉教授、元日本薬理学会理事長、日本医学会副会長、紫綬褒章
- 池谷和信 - 人類学、国立民族学博物館教授
- 石岡千加史 - 医学、東北大学教授
- 石崎允 - 腎臓透析の世界的権威
- 石田名香雄 - 医学、元東北大学総長、日本学士院賞、センダイウイルスの発見者
- 伊藤貞嘉 - 東北大学名誉教授、理事、紫綬褒章
- 今井壮一 - 寄生虫学、元日本獣医畜産大学教授、元日本獣医寄生虫学会会長、元日本原生動物学会会長
- 今井丈夫 - 水産学、東北大学名誉教授、紫綬褒章
- 井原裕 - 精神科医、獨協医科大学越谷病院こころの診療科教授
- 梅内拓生 - 東京大学名誉教授、吉備国際大学学長、世界保健機関 (WHO) ジュネーブ本部感染対策次長
- 遠藤章 - 生化学者、スタチンの発見・開発者、東京農工大学名誉教授
- 及川真一 - 日本医科大学名誉教授
- 大井龍司 - 医学、東北大学名誉教授、宮城県立こども病院名誉院長
- 大池弥三郎 - 元弘前大学医学部附属病院長
- 大越和加 - 生物海洋学、東北大学教授、元日本ベントス学会会長、日本学術会議会員
- 大橋力 - 情報環境学、国際科学振興財団情報環境研究所所長
- 押谷仁 - 東北大学教授
- 片峰茂 - 第14代長崎大学学長、長崎みなとメディカルセンター理事長、元国立大学協会副会長
- 加藤陸奥雄 - 生物学、元東北大学総長、元日本生態学会会長、初代大学入試センター所長、初代宮城県美術館館長
- 嘉山孝正 - 医学、元山形大学医学部長、国立がん研究センター名誉総長、元日本脳神経外科学会理事長
- 川端善一郎 - 生態学、元京都大学教授、愛媛出版文化賞
- 桑原正貴 - 獣医学、東京大学教授、東京大学附属牧場長、元日本獣医循環器学会副会長
- 倉根一郎 - 野口英世記念会理事長、元国立感染症研究所所長、元日本ウイルス学会理事長、元日本ワクチン学会理事長、瑞宝重光章
- 押田茂實 - 日本大学医学部教授
- 懸田克躬 - フロイト精神分析
- 鹿間時夫 - 古生物学、横浜国立大学教授、元日本古生物学会会長
- 下遠野邦忠 - 分子生物学、元京都大学ウイルス研究所所長、高松宮妃癌研究基金学術賞
- 菅原達也 - 食品科学、京都大学教授
- 鈴木基 - 国立感染症研究所感染症疫学センター長
- 葛西森夫 - 小児外科医、胆道閉鎖症の「葛西式手術」開発
- 川崎健 - 水産資源学、東北大学名誉教授、元日本科学者会議代表幹事
- 川島隆太 - 脳科学、東北大学加齢医学研究所所長。
- 木村直子 - 生殖生物学、山形大学教授、日本学術会議会員
- 栗原操寿 - 慶応義塾大学病院病院長、慶應義塾大学医学部名誉教授
- 草刈潤 - 耳鼻咽喉科学、筑波大学名誉教授
- 黒川利雄 - 内科学、第10代東北大学総長、文化勲章受章
- 黒川雄二 - 毒性学、元日本毒性学会理事長
- 黒木登志夫 - 医学、東京大学名誉教授、元岐阜大学学長
- 川名敬 - 産婦人科学、日本大学教授、日本大学医学部附属板橋病院病院長補佐
- 郡司ペギオ幸夫 - 生命科学、早稲田大学理工学術院基幹理工学部・研究科教授
- 三枝信子 - 環境学、国立環境研究所地球システム領域長、日本学術会議副会長
- 齋藤寛 - 第13代長崎大学学長
- 斎藤達雄 - 内科学、元東北大学抗酸菌病研究所所長、杏雲堂病院名誉院長
- 齊藤宏明 - 生態学、東京大学教授、北太平洋海洋科学機構科学評議会議長
- 佐々木英忠 - 医学、北海道大学名誉教授・初代秋田看護福祉大学学長
- 佐藤春郎 - 医学、抗酸菌病研究所所長
- 坂田隆 - 生理学、元石巻専修大学学長
- 佐藤佳 - ウイルス学、東京大学医科学研究所教授、日本学術振興会賞
- 佐藤周子 - 放射線医学、愛知県がんセンター研究所放射線部長、猿橋賞
- 里見進 - 外科学、第21代東北大学総長、日本学術振興会理事長、国立大学協会会長、日本外科学会名誉理事長
- 白鳥常男 - 奈良県立医科大学名誉教授、奈良県立医科大学病院病院長
- 田代眞人 - 感染症学、国立感染症研究所名誉所員、元自治医科大学教授
- 田中幹子 - 生物学、東京工業大学教授、猿橋賞
- 田山淳 - 生理心理学、早稲田大学教授
- 高橋成人 - 育種学、本学名誉教授（元農学研究所所長）
- 田中智 - 生物学、東京大学教授、日本繁殖生物学会大会長
- 谷田専治 - 生物学、北海道大学名誉教授
- 玉手英利 - 哺乳類学、山形大学学長
- 月浦崇 - 認知神経科学、京都大学教授、日本心理学会国際賞
- 手代木渉 - 獣医師、生物学者、弘前大学教授、弘前大学学長
- 寺坂源雄 - 日本薬理学会会長
- 新田洋司 - 作物学、福島大学教授、日本作物学会賞
- 西平守孝 - 生態学、東北大学名誉教授、沖縄美ら島財団参与、元日本サンゴ礁学会会長、日本学士院エジンバラ公賞
- 丹下梅子 - 栄養学、日本初の女子大学生、日本女子大学教授
- 西川正純 - 食品科学、宮城大学理事・副学長、日本学術会議会員、日本脂質栄養学会ランズ賞
- 野口順一 - 医学、元岩手県立中央病院皮膚科長、元日本温泉気候物理医学会会長
- 長谷川啓三 - 短期療法、東北大学教授
- 長谷川政美 - 遺伝学、統計数理研究所名誉教授、日本科学読物賞
- 服部勉 - 微生物学、東北大学名誉教授、元日本微生物生態学会会長
- 服部黎子 - 微生物学、渋沢栄一の曾孫
- 浜田道昭 - バイオインフォマティクス、早稲田大学教授、日本バイオインフォマティクス学会理事長
- 日暮眞 - 小児科学、東京大学名誉教授
- 久道茂 - 消化器病学、東北大学名誉教授、元日本医学会副会長
- 日沼頼夫 - ウイルス学、京都大学名誉教授、文化勲章
- 樋渡宏一 - 細胞生物学、東北大学名誉教授、元日本学士院会員、エドゥアルト・ライヒェナウ・メダル
- 平野博之 - 遺伝学、東京大学名誉教授、木原賞
- 古沢平作 - 精神科医、元日本精神分析学会会長
- 古瀬祐気 - ウイルス学、東京大学新世代感染症センター教授、日本ウイルス学会杉浦奨励賞
- 堀内次雄 - 医学、元台湾総督府医学校長
- 前田信代 - 病理学、ノースカロライナ大学チャペルヒル校ロバート・H・ワグナー特別教授
- 松田達郎 - 生態学、元国立極地研究所所長、元南極地域観測隊隊長
- 丸井文男 - 精神医学、元名古屋大学教授、元愛知教育大学学長、元長野大学学長
- 本吉勇 - 心理学、東京大学教授
- 矢嶋聰 - 東北大学名誉教授、元NTT東日本東北病院院長、元日本産科婦人科学会会長
- 渡邊邦夫 - 生態学、京都大学名誉教授、元野生生物保護学会編集長
- 渡辺達夫 - 農芸化学、静岡県立大学食品栄養科学部教授
- 渡部信一 - 認知科学、東北大学大学院教育情報学研究部教授、同研究部長
- 力山敏樹 - 消化器外科学、自治医科大学付属さいたま医療センター教授、副センター長

#### 法学政治学
- 赤坂正浩 - 憲法、神戸大学名誉教授、立教大学、法政大学教授
- 新正幸 - 憲法、金沢大学教授
- 稲葉馨 - 行政法学、東北大学教授
- 植松正 - 刑法、一橋大学名誉教授、元判事、元検事
- 大石兵太郎 - 政治学、元関西学院大学学長
- 大石眞 - 憲法、京都大学名誉教授
- 大内孝 - 西洋法制史、東北大学教授、天野和夫賞
- 大貫裕之  - 行政法、中央大学副学長、法科大学院協会理事長、司法試験委員会幹事
- 尾吹善人 - 憲法、千葉大学名誉教授、元日本大学教授
- 金澤真理 - 刑事法、大阪市立大学教授
- 菅野喜八郎 - 憲法、東北大学名誉教授、元日本大学教授
- 呉煜宗 - 憲法学、世新大学教授、元早稲田大学客員教授、元東北学院大学客員教授
- 黒田了一 - 憲法、元大阪府知事
- 實方正雄 - 商法、国際私法学、元小樽商科大学学長
- 小山貞夫 - 西洋法制史、東北大学名誉教授、文化功労者、日本学士院会員
- 斉藤武 - 商法、立命館大学名誉教授
- 島津一郎 - 民法、一橋大学名誉教授、元国際家族法学会副会長
- 東海林邦彦 - 民法、元北海道大学教授
- 新川敏光 - 政治学、京都大学名誉教授、元日本比較政治学会会長
- 富田容甫 - 政治学、行政学者、元北海道大学教授
- 中西嘉宏 - 政治学、京都大学准教授、サントリー学芸賞
- 深谷松男 - 民法、金沢大学名誉教授
- 丸山絵美子 - 民法、慶應義塾大学教授、津谷裕貴・消費者法学術実践賞学術賞
- 柳明昌 - 商法、慶應義塾大学教授
- 外尾健一 - 労働法
- 中名生正昭 - 歴史学
- 鳴海正泰 - 政治学、関東学院大学名誉教授、元横浜山手・テニス発祥記念館館長
- 林信夫 - 西洋法制史、元京都大学副学長、エア・ウォーター監査役
- 春木猛 - 国際法、国際政治学、青山学院大学元教授、学校法人青山学院元常務理事
- 樋口陽一 - 憲法、東北大学および東京大学名誉教授、日本学士院会員、日仏会館名誉理事長
- 山口浩一郎 - 労働法、上智大学名誉教授、元厚生労働省中央労働委員会会長
- 山畠正男 - 民法、北海道大学名誉教授
- 山本豊 - 民法、京都大学名誉教授、元経済産業省消費経済審議会会長、日本クレジット協会会長
- 津軽石昭彦 - 行政学、関東学院大学教授
- 亘理格 - 行政法、中央大学教授
- 渡部美由紀 - 民事訴訟法、早稲田大学教授、元名古屋大学副総長、元東海国立大学機構機構長補佐

#### 経済学・経営学・商学
- 青木雅明 - 会計学、東北大学名誉教授、元日本管理会計学会副会長、金融庁公認会計士・監査審査会委員
- 池上岳彦 - 財政学、立教大学副総長、日本財政学会代表理事、東京都税制調査会会長、東京市政調査会藤田賞
- 岩本由輝 - 経済史、東北学院大学名誉教授、元比較家族史学会会長
- 大滝精一 - 経営学、東北大名誉教授、元NHK経営委員、内閣府個人情報保護委員会委員、七十七銀行取締役、経済産業大臣賞
- 大沼あゆみ - 環境経済学、慶應義塾大学教授、慶應義塾評議員、元環境経済・政策学会会長
- 小暮厚之 - 経済学、慶應義塾大学名誉教授、日本保険・年金リスク学会会長
- 吉野直行 - 経済学、慶應義塾大学名誉教授、ニューヨーク州立大学助教授、慶應義塾大学経済研究所初代所長、福澤賞、金融審議会会長、パラオ共和国経済顧問、Sweden,Stockholm School of Economics, Advisory Board (Chair).
- 佐々木隆生 - 政治経済学、北海道大学名誉教授
- 佐々木啓明 - 経済学、京都大学教授
- 神事直人 - 国際経済学、京都大学教授、日本国際経済学会副会長
- 鈴木光男 - ゲーム理論、東京工業大学名誉教授
- 及能正男 - 経済学
- 高橋美穂子 - 会計学、法政大学教授
- 佃良彦 - 計量経済学、東北大学名誉教授、元ウェスタンオンタリオ大学客員教授、元日本金融・証券計量・工学学会会長
- 豊崎稔 - 経済学、京都大学名誉教授、元日本学術会議会員
- 中村靖 - ロシア経済、横浜国立大学教授、元比較経済体制学会代表幹事
- 二階堂副包 - 経済学、一橋大学名誉教授、元理論・計量経済学会会長
- 西野勝明 - 行政学、静岡県立大学教授
- 濱田康行 - 金融論、北海道大学名誉教授、元道都大学学長、元札幌国際大学学長
- 福嶋路 - 経営学、東北大学教授、日本ベンチャー学会会長
- 横山純一 - 社会福祉学、経済学、北海学園大学名誉教授
- 上野勝男 - 経済学、桃山学院大学准教授
- 川村琢 - 経済学、北海道大学名誉教授
- 岡田実 - 中国研究、拓殖大学教授
- 山口朋泰 - 会計学、中央大学教授、日経・経済図書文化賞、日本会計研究学会太田・黒澤賞、東北経済学会賞
- ラウ・シンイー - 国際経済学、麗澤大学教授

#### 人文社会科学
- 青山なを - 女性史、元東京女子大学教授
- 足澤一成 - インド文学、国際交流基金嘱託
- 我妻建治 - 日本史学、成城学園学園長、成城大学学長
- 秋葉英則 - 教育心理学、大阪健康福祉短期大学学長、大阪教育大学名誉教授
- 安倍三郎 - 心理学、元広島文理科大学教授
- 祇園寺信彦 - 西洋史、東北大学名誉教授
- 青木生子 - 国文学、日本女子大学名誉教授
- 青木美智男 - 日本史、専修大学文学部教授
- 天野政千代 - 英語学、名古屋大学名誉教授、元日本英語学会会長
- 有賀祥隆 - 仏教美術史、東北大学名誉教授、元美術史学会代表委員
- 有馬哲夫 - 公文書研究、早稲田大学社会科学部・社会科学総合学術院教授
- 石神豊 - 創価大学教授、東北大学大学院卒
- 井関正昭 - 美術史、東京都庭園美術館名誉館長、元ローマ日本文化会館館長、元北海道立近代美術館館長
- 伊藤清郎 - 日本中世史、山形大学名誉教授・元副学長、元慈恩寺旧境内整備検討委員会委員長
- 岩山三郎 - 美学、神戸大学名誉教授
- 稲富栄次郎 - 教育哲学、上智大学名誉教授、元教育哲学会会長
- 内田司 - 札幌学院大学教授、社会学
- 江夏由樹 - 一橋大学名誉教授、中国史
- 及川馥 - フランス文学者、茨城大学名誉教授
- 大河原美以 - 臨床心理学、東京学芸大学教授
- 大沼直紀 - 教育学者、筑波技術大学学長
- 大橋英寿 - 社会心理学、放送大学副学長・教授
- 大渕憲一 - 社会心理学、東北大学教授
- 岡崎英輔 - 弘前大学人文学部教授・兼弘大図書館館長
- 岡田重精 - 宗教学、元皇學館大学理事長
- 岡堂哲雄 - 臨床心理学、文教大学名誉教授
- 小澤俊夫 - 小澤征爾の兄、小沢健二の父、ドイツ文学者、筑波大学教授
- 小田基 - 文学者、東北大学名誉教授
- 小野直広 - 東北福祉大学教授、心理学者
- 風間計博 - 文化人類学、京都大学教授
- 加藤孝義 - 心理学、東北大学名誉教授
- 金井壽男 - 哲学、静岡県立大学名誉教授
- 金井嘉彦 - 英文学、一橋大学教授
- 金谷治 - 中国哲学、学士院会員、東北大学名誉教授
- 河部利夫 - 東南アジア史学者、東京外国語大学名誉教授
- 鎌田忠男 - 独文学者、群馬大学准教授
- 木田元 - 哲学者、中央大学名誉教授
- 木場深定 - 哲学者、東北大学名誉教授
- 北村晴朗 - 心理学者、東北大学名誉教授
- 木村邦博 - 社会学者、東北大学教授
- 行場次朗 - 心理学、東北大学名誉教授、元日本認知心理学会理事長
- 久山宗彦 - 宗教学、元法政大学教授、元星美学園短期大学学長、元カリタス女子短期大学学長
- 釘貫亨 - 国語学者、名古屋大学教授
- 黒田正典 - 心理学者、東北大学名誉教授
- 小河原誠 - 哲学、北里大学教授、ヨーク大学客員教授
- 児玉作左衛門 - 解剖学、北海道大学名誉教授、アイヌ研究
- 小林政吉 - 宗教学、東北大学名誉教授
- 阪本浩 - 歴史学、青山学院大学学長
- 佐々木哲夫 - 神学、東北学院大学名誉教授、学校法人東北学院院長・理事長
- 佐藤郁哉 - 社会学、一橋大学名誉教授、同志社大学教授
- 佐藤武敏 - 東洋史、大阪市立大学名誉教授、日本学士院賞
- 佐藤武義 - 国文学、東北大学名誉教授
- 佐藤道信 - 日本美術史、東京藝術大学教授、サントリー学芸賞、倫雅美術奨励賞
- サトウタツヤ - 心理学
- 佐藤日吉 - 倫理学、元旭川大学女子短期大学部学長
- 佐々木力 - 数学史、中国科学院教授、元東京大学教授
- 佐々木徹郎 - 社会学、東北大学名誉教授、元山形県立米沢女子短期大学学長、元全国公立短期大学協会会長
- 島田謹二 - 比較文学、東京大学教授、文化功労者、日本学士院賞
- 神宝秀夫 - 歴史学者、九州大学名誉教授
- 杉浦直 - 地理学、岩手大学名誉教授、元東北地理学会会長
- 鈴木広 - 社会学、九州大学名誉教授、元日本都市社会学会会長
- 鈴木雅之 - 英文学、京都大学名誉教授、元イギリス・ロマン派学会会長
- 鈴木幸寿 - 社会学、元東京外国語大学学長、元和洋女子大学学長
- 高橋芳郎 - 中国史、北海道大学文学部教授
- 菅井邦明 - 教育学、東北福祉大学教授、元本学副総長、同総長補佐、同大学院教育学研究科長
- 寿岳章子 - 国語学、元京都府立大学教授
- 高野斗志美 - 文芸評論家、元旭川大学学長
- 高橋勇悦 - 社会学、東京都立大学名誉教授
- 高橋富雄 - 法文学部卒、東北大学名誉教授、元盛岡大学学長、元福島県立博物館長
- 高橋美貴 - 文学部卒、歴史学者、東京農工大学農学部教授
- 武市健人 - 哲学者、神戸大学名誉教授、元大阪経済法科大学教授
- 田野崎昭夫 - 社会学者、中央大学名誉教授
- 塚本麿充 - 中国美術史、東京大学教授、國華賞、島海雲学術賞
- 津村秀夫 - 映画評論家
- 永田浩三 - 社会学者、武蔵大学教授
- 田澤巌 - 政治思想史、元旭川大学女子短期大学部学長
- 坪田光平 - 移民研究・マイノリティ論・教育社会学、静岡県立大学准教授
- 戸頃重基 - 倫理学、仏教学者、金沢大学教授
- 豊村和真 - 福祉心理学、北星学園大学教授
- 中嶋隆蔵 - 中国思想学、東北大学名誉教授
- 中村了昭 - インド哲学・古典インド文学研究、鹿児島国際大学名誉教授
- 野家啓一 - 哲学、東北大学教授、元日本哲学会会長
- 新野直吉 - 歴史家、元秋田大学学長、元秋田県立博物館長
- 羽田野伯猷 - 仏教史、東北大学名誉教授、日本学士院賞
- 林竹二 - 教育哲学、元宮城教育大学学長、各地の小学校へ出張授業
- 針生一郎 - 美術評論家
- 平川新 - 日本近世史、元東北大学教授、元宮城学院女子大学学長、和辻哲郎文化賞
- 深井甚三 - 歴史学
- 藤木久志 - 歴史学、立教大学名誉教授
- 古田武彦 - 歴史研究家、元昭和薬科大学教授
- 堀井岸雄 - 社会学、八幡大学元学長
- 本間謙二 - 哲学、北海道教育大学元学長
- 松井章 - 考古学、元奈良文化財研究所所長、濱田青陵賞
- 松田文雄 - 仏教学、元駒澤大学総長、曹洞宗大本山總持寺西堂顧問
- 松長有慶 - 僧侶、高野山大学名誉教授、元学長、真言宗高野山管長
- 宮坂宥勝 - 真言宗智山派第68世化主、名古屋大学名誉教授
- 村岡晢 - ドイツ近代史、早稲田大学名誉教授
- 目黒士門 - フランス語学、東洋英和女学院大学教授、教育功労章
- 八鍬友広 - 教育史、東北大学教授、日本教育史学会石川謙賞
- 山折哲雄 - 宗教学、国際日本文化研究センター名誉教授・元所長
- 山崎守一 - インド哲学者、仏教学者
- 山室静 - 文芸評論家、翻訳家、日本女子大学名誉教授
- 若松正志 - 歴史学、京都産業大学教授
- 山内晋卿 - 仏教学、浄土真宗本願寺派勧学、旧制第三高等学校教授
- 山下俊郎 - 心理学、東京都立大学名誉教授、元愛育幼稚園長
- 山田仁史 - 文化人類学、東北大学准教授
- 山本鎮雄 - 社会学、日本女子大学名誉教授
- 結城陸郎 - 教育史、名古屋大学名誉教授
- 桂田利吉 - 英文学、法政大学名誉教授、元実践女子大学学長
- 若尾政希 - 日本思想史、一橋大学教授、歴史学研究会委員長、日本学術会議会員、岩瀬弥助記念書物文化賞
- 若島孔文 - 心理学、東北大学教授、日本家族心理学会理事長
- 渡辺善雄 - 近代日本文学、宮城教育大学名誉教授

### メディア・ジャーナリスト・マスコミ・評論家
- 青木秀尚 - 宮城テレビ放送（ミヤテレ）アナウンサー
- 阿部悌 - NHKアナウンサー
- 井土霊山 - ジャーナリスト、文筆家、漢詩人、民権家。教育学部前身の仙台師範学校出身
- 大沼ひろみ - NHKアナウンサー
- 大沼安史 - フリージャーナリスト
- 黒田信哉 - NHKアナウンサー
- 熊谷望那 - 東北放送アナウンサー
- 熊倉悟 - NHKアナウンサー
- 後藤和智 - 評論家
- 近藤敏之 - NHKアナウンサー
- 今野勉 - プロデューサー、脚本家
- 佐々木敦 - NHKアナウンサー
- 佐々木欽三 - NHK広報事業局長
- 佐藤拓雄 - 仙台放送アナウンサー
- 佐藤正則 - 東北放送気象予報士
- 柴田徹 - NHKアナウンサー
- 島桂次 - 元NHK会長
- 菅原美千子 - 元仙台放送アナウンサー
- 鈴木健二 - 元NHKアナウンサー
- 立石勝規 - ジャーナリスト、作家
- 田中宇 - ジャーナリスト
- とつげき東北 - 麻雀研究家
- 丹羽一貴 - アナウンサー、ナレーター
- ばばこういち - 放送ジャーナリスト、元東京12チャンネル編成課長
- 日垣隆 - ジャーナリスト
- 保科修也 - NHK番組制作局担当部長
- 町田右 - NHKアナウンサー
- 松木彩 - TBSテレビディレクター、ザテレビジョンドラマアカデミー賞監督賞
- 三上弥 - NHKアナウンサー
- 山田修作 - 名古屋テレビ気象予報士、元南日本放送アナウンサー
- 山田貴幸 - NHKアナウンサー
- 山田朋生 - NHKアナウンサー
- 佐々木恒美 - 河北新報社論説委員長
- 屋山太郎 - ジャーナリスト
- 和田行 - プロデューサー
- わぐりたかし - 放送作家、大阪府立学校長
- 渡部恒雄 - 東京財団研究員
- 山口猛 - 演劇評論家

### 作家・文芸
- 阿羅健一 - 作家
- 天城一 - 推理作家
- 五十嵐律人 - 小説家、弁護士、メフィスト賞
- 伊坂幸太郎 - 小説家
- 石川皓也 - 作曲家、編曲家
- 石沢麻依 - 小説家、芥川賞、群像新人文学賞
- 伊藤条太 - 卓球コラムニスト
- 井ノ部康之 - 小説家
- 内舘牧子 - 脚本家、東北大学相撲部監督
- 絵空ハル - 小説家
- 円城塔 - 小説家、芥川賞
- 大池唯雄 - 小説家、直木賞
- 大和田秀樹 - 漫画家
- 小高根二郎 - 詩人
- 河東碧梧桐 - 俳人、中退
- 鎌田樹 - 作家
- 北杜夫 - 小説家、芥川賞
- 金起林 - 詩人、文芸評論家
- 小池光 - 歌人
- 五島勉 - 作家、ルポライター
- 小林久三 - 小説家
- 板坂康弘 - 漫画原作者
- 佐藤賢一 - 作家、直木賞
- 坂本タクマ - 漫画家
- 佐藤通雅 - 歌人
- 島影真奈美 - 編集者、ライター
- 島木健作 - 小説家、中退
- 下倉バイオ - ニトロプラスシナリオライター
- 白井智之 - 推理作家
- 菅野奈津 - 推理作家
- 瀬川コウ - 小説家、推理作家
- 瀬名秀明 - SF作家
- 千田琢哉 - 著述家
- 高城高 - 小説家
- 高任和夫 - 小説家
- 高浜虚子 - 俳人、中退
- 津本陽 - 小説家、直木賞
- 中村彰彦 - 小説家、文芸評論家、直木賞
- 中村晃 - 歴史小説作家
- 中原涼 - 小説家
- 浜田隼雄 - 小説家、台湾文学賞
- 遥士伸 - 架空戦記作家
- 星亮一 - 作家
- 松崎有理 - SF作家
- 松谷健二 - ドイツ文学研究家、翻訳家、小説『宇宙英雄ペリー・ローダン』の訳者
- 松本昌次 - 編集者、著作家
- 松本忠 - 鉄道風景画家
- 丸茂周 - 脚本家
- 山田野理夫 - 作家
- 飲茶 - 作家
- 魯迅 - 小説家、翻訳家、思想家、中国文学の巨匠、仙台医学専門学校中退

### 芸術
- 阿部勉 - 映画監督
- 石川慶 - 映画監督
- 中村公彦 - 映画監督
- 曽根中生 - 映画監督
- 飯塚俊男 - 映画監督
- 今井太郎 - 映像編集者、ミュージシャン、ギタリスト
- 奥山玲子 - アニメーター、東京アニメアワード功労賞
- 河野一二三 - アダルトゲームクリエイター、ヌードメーカー代表取締役
- 小田和正 - シンガーソングライター、元オフコース、工学部卒
- 榊原光裕 - ピアニスト、作曲家
- 坂本サトル - ミュージシャン、JIGGER'S SON
- さくま - ミュージシャン、YouTuber、MELOGAPPAメンバー
- 傷彦 - ミュージシャン、ザ・キャプテンズリーダー
- 三上ちさこ - 詩人、歌手、fra-foa
- ペンション佐々木 - ミュージシャン、元ニホンジンメンバー
- 有馬昌彦 - 俳優
- 石上亮 - 俳優
- 藤田昌宏 - 俳優
- 長谷部雅彦 - 作曲家

### 建築
- 重倉祐光 - 建築学者、東京理科大学名誉教授、元諏訪東京理科大学学長、藍綬褒章
- 阿部仁史 - 建築家、UCLAチェアマン、元東北大学教授、工学部・院卒、吉岡賞、日本建築学会賞受賞
- 小野田泰明 - 建築計画者、東北大学教授、工学部卒、日本建築学会賞受賞
- 髙橋一平 - 建築家、吉岡賞
- 地主道夫 - 建築家、ミュージシャン、元オフコース
- 手島浩之 - 建築家、工学部卒
- 針生承一 - 建築家、工学部・院卒
- 藤森照信 - 建築史家、建築家、元非常勤講師、工学部卒、日本建築学会賞受賞
- 丸田絢子 - 建築家、工学部卒
- 八重樫直人 - 建築家、工学部卒
- 渡部和生 - 建築家、日本大学特任教授、日本建築学会賞

### その他
- 堀江守弘 - スキーオリエンテーリング選手、工学部卒
- 佐藤千敬 - 元カトリック仙台司教区司教
- 秦慧玉 - 元曹洞宗管長、元永平寺貫首、元全日本仏教会会長
- 斎藤馨 - 本田技術研究所専務取締役エグゼクティブチーフアドバイザー
- 谷川敏朗 - 良寛研究家
- 内藤知周 - 社会運動家、元共産主義労働者党議長、法文学部経済学科卒
- 鈴鴨清美 - 教育者、宮城教育大学副学長
- 荒川英輔 - 精神科医
- 和田秀樹 - 医師、一橋大学国際・公共政策大学院特任教授
- 板橋興宗 - 僧侶、元曹洞宗管長、元總持寺貫首、元總持寺祖院住職、御誕生寺住職
- 小山田秀生 - 宗教家、元世界基督教統一神霊協会会長
- 長谷川敦士 - インフォメーションアーキテクト、武蔵野美術大学教授
- 大道卓 - コメットハンター、桜美林大学教授、日本天文学会天体発見功労賞
- 東山昭子 - 日本九重流詩吟学会会長
- 吉泉聡 - デザイナー、TAKT PROJECT代表、グッドデザイン賞審査委員
- 田中壽一 - 教育者、名城大学創立者、元東北帝国大学助教授
- 菊田昇 - 産婦人科医師、赤ちゃん斡旋事件
- 小川登喜男 - 登山家
- 萩山竜馬 - アメリカンフットボール選手
- 高橋晋平 - おもちゃクリエーター
- 喜多恒仁 - サッカー選手
- 佐々野大輝 - ボート選手、日本スポーツ賞
- 塚越友子 - 心理カウンセラー、産業カウンセラー、企業研修講師、講演・著述業、テレビコメンテーター
- さがらごうち - YouTuber、元ミスター東北大学2015、UUUM所属
- 佐藤金兵衛 - 武術家、医師

## 名誉博士
1996年に制定。名誉博士号の授与順も記載。
1. ドナルド・キーン
2. ハンス・ハインリッヒ・ローラー（1986年ノーベル物理学賞受賞者）
3. 田中耕一（2002年ノーベル化学賞受賞者）
4. アハメッド・ズウェイル（1999年ノーベル化学賞受賞者）
5. ペーター・グリューンベルク（2007年ノーベル物理学賞受賞者）